# Mrežnički Brest
Mrežnički Brest – wieś w Chorwacji, w żupanii karlowackiej, w gminie Generalski Stol. W 2011 roku liczyła 41 mieszkańców.